# Costanzo da Ferrara

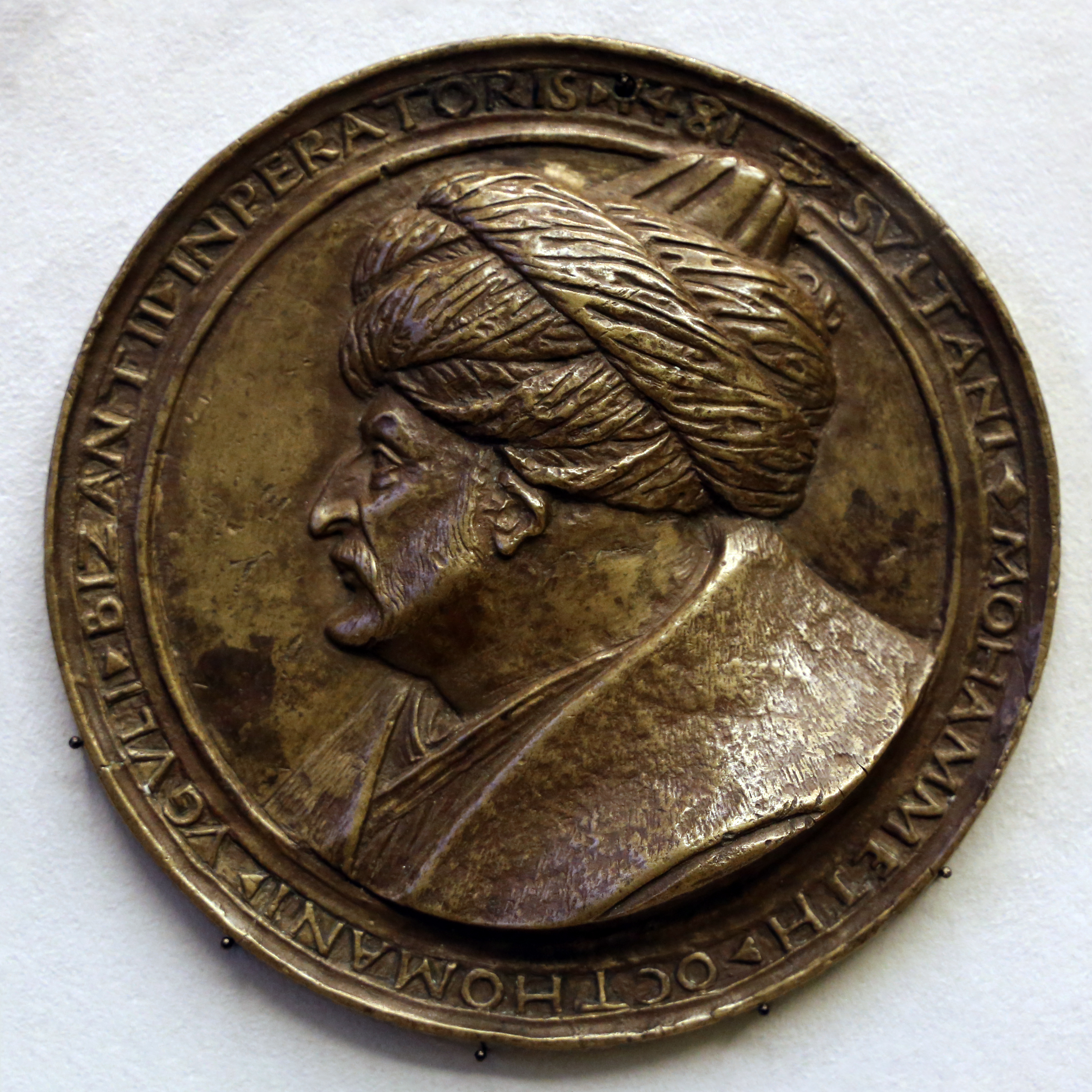
A doua medalie a sultanului Mahomed al II-lea, cu mențiunea „Byzantii Imperatoris 1481”, confecționată de Costanzo da Ferrara (1450-1524).

Costanzo da Ferrara (n. 1450, Veneția, Republica Veneția – d. 1524, Napoli, Regatul Neapolelui) a fost un pictor și medalist italian, născut la Ferrara, dar care a lucrat în principal la Napoli.
Costanzo a fost rugat să meargă la Istanbul, capitala Imperiului Otoman, pentru a realiza un portret al sultanului Mahomed al II-lea. Relațiile diplomatice ale statelor italiene cu Imperiul Otoman  fuseseră restabilite după ofensiva otomană asupra coloniei venețiene Negroponte din 1470. În acel moment, sultanul a cerut „uno pittore de quelli dal canto di qua” (un pictor de pe aici). Regele Ferdinand I al Neapolelui (1423–1494), recunoscându-l pe conducătorul otoman, a comandat lucrarea.
Costanzo da Ferrara a locuit la Istanbul probabil în perioada 1475-1478 și s-ar putea să fi rămas acolo până la moartea sultanului, în 1481. Au fost bătute două medalii în numele sultanului, una cu „Asie et Gretie imperator”, iar cealaltă cu „Bizantii imperator”.
Se știe, de asemenea, că Costanzo da Ferrara s-a întors la Napoli în 1485, unde a pictat un portret al lui Ferdinando d'Este. Unele picturi realizate la Constantinopol și atribuite lui Gentile Bellini ar putea să-l aibă de fapt ca autor pe Costanzo da Ferrara.

## Galerie

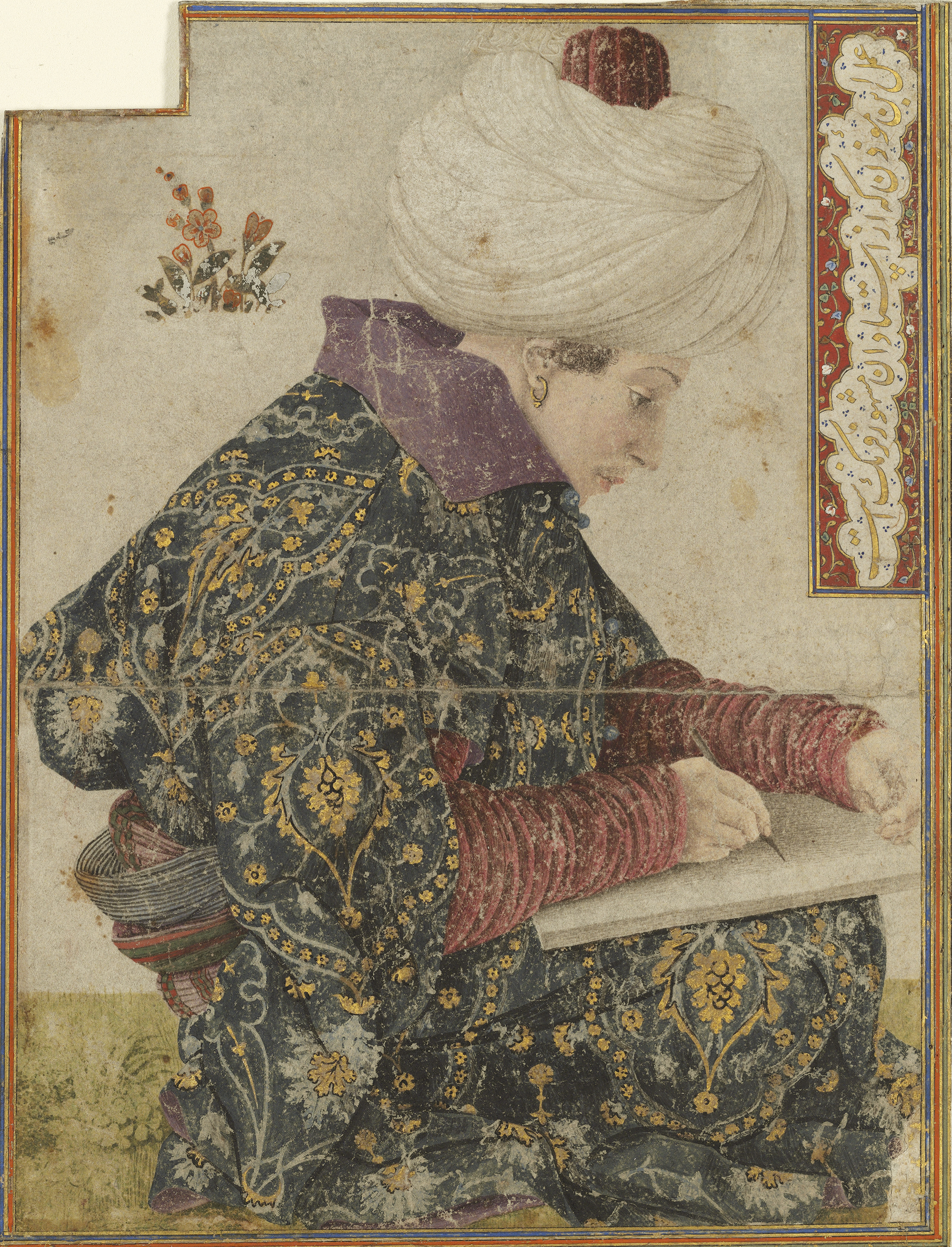
Scribul așezat, atribuit în mod tradițional lui Gentile Bellini, ar fi putut fi pictat, de fapt, de Costanzo da Ferrara.
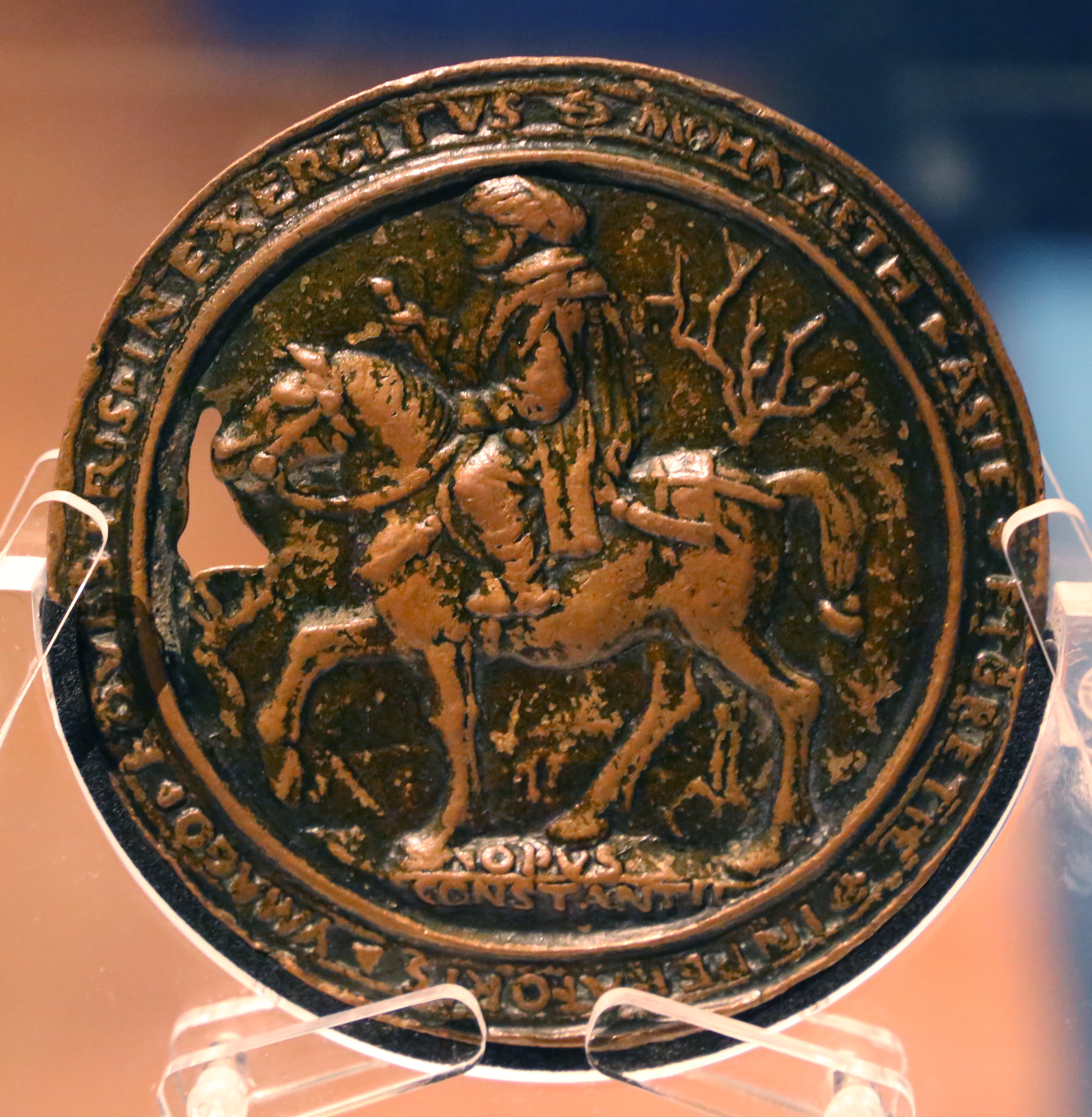
Reversul celei de-a doua medalii a lui Mahomed al II-lea, realizată de Costanzo da Ferrara
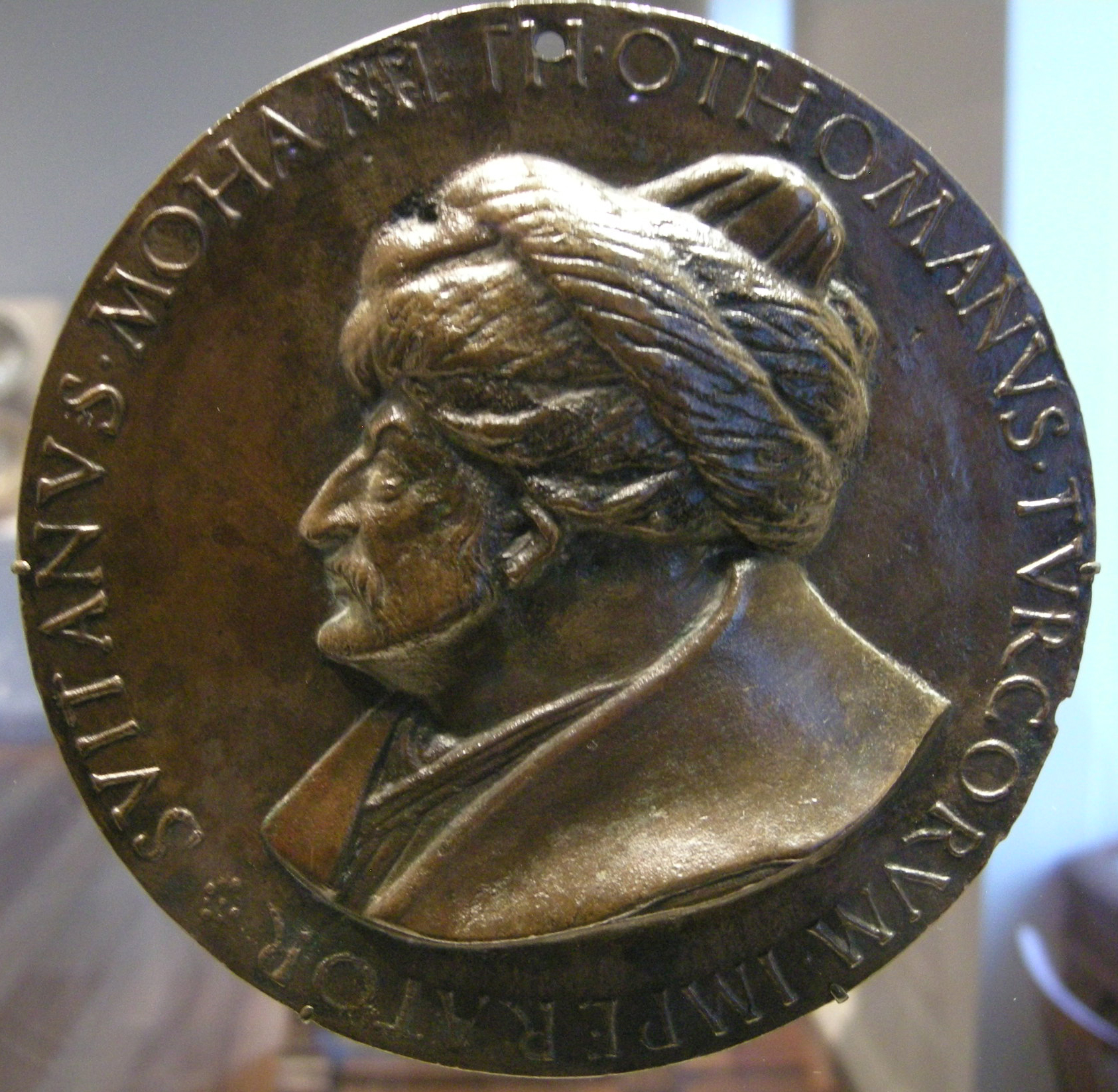
Prima medalie a lui Mahomed al II-lea, realizată de Costanzo da Ferrara în jurul anului 1478.